# ムッシュー/かまやつひろしの世界
『ムッシュー／かまやつひろしの世界』は、1970年2月25日にかまやつひろしがリリースしたオリジナル・アルバムである。

## 解説
かまやつひろしがザ・スパイダース在籍時にリリースしたセカンド・ソロアルバム。（シンガーソングライターとしてはファースト・アルバム）
当時世界的にも珍しく、日本のロック史上初めて一人のアーティストが全パート(ギター、ベース、ドラムス、ピアノ等)を「一人多重録音」することで作り上げた。音楽的にも様々なジャンルを融合した実験的な作品であり、かまやつの交友関係を偲ばせる多彩なゲストが参加している。かまやつ本人は世界最初の一人多重録音アルバムを意識して制作したが、後にキース・ジャレット「レストレーション・ルーイン」 (1968年)の存在を知った。同様のコンセプトのポール・マッカートニー「マッカートニー」は1970年4月発売。

## 収録曲
- 特記がないものは、作詞・作曲：かまやつひろし

### Side:A
1. ペイパー・アシュトレー / Paper Ashtray  – (3:15)
作詞：福沢エミ。
福沢エミはレーサーだった故・福沢幸雄の実妹。かまやつに「ニューヨークには紙の灰皿がある」という話をしたことで出来た曲。
2. 雨上がりと僕 / I'm standing after the rain  – (2:44)
作詞：加橋かつみ。
加橋へ提供した曲のセルフカバー。
3. 七階の窓 / 7th floor's window – (3:19)
作詞：石坂浩二。
4. ノー・ノー・ボーイ / No no boy with  – (2:55)
作詞：田辺昭知。
ザ・スパイダースのセルフカバー。福沢エミとのデュエット。
5. ソー・ロング・サチオ / So long, Sachio – (2:55)
福沢幸雄へのレクイエム。1969年７月にリリースされたザ・スパイダースのアルバム「スパイダース’69」収録曲と同一録音。
6. 僕のハートはダン! ダン! / My heart beats Dum! Dum! – (2:08)
父親でジャズ歌手のティーブ・釜萢とのデュエット。
ザ・スパイダース・バージョンは全部日本語の歌詞だが、このバージョンは全部英詞に書き換えられている。

### Side:B
1. 二十才の頃 / When we were twenty years old – (3:54)
作詞：なかにし礼。
なかにし礼と安井かずみとのデュエット。
2. 長い道 / Long way – (2:24)
ザ・テンプターズのアルバム『イン・メンフィス』に提供した『都会の中』を、歌詞だけ書き換えて再録。
3. ムッシュー&タロー / Monsieur et Taro  – (3:14)
1969年７月にリリースされたザ・スパイダースのアルバム「スパイダース’69」収録曲。生後2ヶ月の長男、かまやつ太郎が泣き声として参加。
4. ロンリー・マン / Lonely man – (2:06)
スパイダースのアルバム『風が泣いている／ザ・スパイダースアルバムNo.4』、『明治百年、すぱいだーす七年』に続いて3回目の再録。ザ・スパイダースのリーダー田辺昭知が歌で参加。
5. 豚ごろしの歌 / Song of pig slaughter – (2:45)
作詞：萩原健一。
同和問題を扱った上に、職業差別として発売直後に放送禁止曲となり、2000年の再発CDには未収録だったが、2016年盤に再収録された[2]。
6. ミスター・タックス / Mr.Tax – (2:34)
1968年11月にリリースされたザ・スパイダースのアルバム「明治百年すぱいだーす七年」の一曲として収録曲。最初の多重録音曲。

### ボーナストラック（2000年版）
1. ビター・フォー・マイ・テイスト
2. 落ちる涙
3. ブーン・ブーン
4. なればいい
5. 夢のDC8
6. バン・バン・バン
7. イヴ
8. 愛しておくれ
9. どうにかなるさ

### ボーナストラック（2016年版）
1. どうにかなるさ  – (2:50)
2. つめたい部屋のブルース  – (3:46)

## 発売履歴
| 発売日         | レーベル               | 規格 | 規格品番   | 備考                                                          |
| -------------- | ---------------------- | ---- | ---------- | ------------------------------------------------------------- |
| 1970年2月25日  | フィリップス・レコード | LP   | FS-8075    |                                                               |
| 1994年11月26日 | フィリップス・レコード | CD   | PHCL-8065  | CD選書。                                                      |
| 2000年4月21日  | テイチク・レコード     | CD   | TECN-25625 | ボーナストラック9曲入り。「豚ごろしの歌」は未収録。           |
| 2016年8月24日  | Solid Records          | CD   | CDSOL-1747 | カットされた「豚ごろしの歌」も復活。ボーナストラック2曲入り。 |